# Magdagacsi járás
A Magdagacsi járás (oroszul Магдага́чинский райо́н) Oroszország egyik járása az Amuri területen. Székhelye Magdagacsi.

## Népesség
- 1989-ben 33 682 lakosa volt.
- 2002-ben 26 427 lakosa volt.
- 2010-ben 22 671 lakosa volt.